# Менщиковский сельсовет (Лебяжьевский район)
Менщиковский сельсовет — упразднённые сельское поселение и соответствующая административно-территориальная единица в Лебяжьевском районе Курганской области Российской Федерации.
Административный центр — село Менщиково.

## История
Статус и границы сельского поселения установлены Законом Курганской области от 4 ноября 2004 года № 716 «Об установлении границ муниципального образования Менщиковского сельсовета, входящего в состав муниципального образования Лебяжьевского района».
10 декабря 2020 года Менщиковский сельсовет упразднён в связи с преобразованием Лебяжьевского муниципального района в муниципальный округ.

## Население
| 1989 | 2002 | 2004 | 2010 | 2012 | 2013 | 2014 |
| ---- | ---- | ---- | ---- | ---- | ---- | ---- |
| 625  | ↘529 | ↘492 | ↘356 | ↘342 | ↘334 | ↘330 |
| 2015 | 2016 | 2017 | 2018 | 2019 | 2020 |      |
| ↘327 | ↘314 | ↘307 | ↘292 | ↘274 | ↗283 |      |

## Состав сельского поселения
| № | Населённый пункт | Тип населённого пункта       | Население |
| - | ---------------- | ---------------------------- | --------- |
| 1 | Кузнецово        | деревня                      | ↘62       |
| 2 | Менщиково        | село, административный центр | ↘176      |
| 3 | Суерская         | деревня                      | ↘118      |